# Hańsk-Kolonia
Hańsk-Kolonia – kolonia w Polsce położona w województwie lubelskim, w powiecie włodawskim, w gminie Hańsk.
W latach 1975–1998 miejscowość administracyjnie należała do województwa chełmskiego.
Kolonia jest sołectwem w gminie Hanna. Według Narodowego Spisu Powszechnego z roku 2011 kolonia liczyła 242 mieszkańców.
Do roku 1967 miejscowość byłą częścią wsi Hańsk. Po podziale powstały mające status sołectwa wsie: Hańsk Pierwszy, Hańsk  Drugi i Hańsk-Kolonia.